# Chemnitz
Chemnitz (pronunciación en alemán: /ˈkɛmnɪt͡s/ⓘ) es una ciudad del estado federado alemán de Sajonia a orillas del río Chemnitz (de ahí su nombre), a 69 km al sudeste de Leipzig. Con más de 247 000 habitantes (2019), es la tercera ciudad más grande del estado después de Leipzig y Dresde. Entre 1953 y 1990, durante la vigencia de la República Democrática Alemana, la ciudad recibió el nombre de Karl-Marx-Stadt («Ciudad de Karl Marx»).

## Geografía

### Localización
Chemnitz está ubicada en el suroeste  del estado federado de Sajonia, asentada en un terreno limitado al sur por las estribaciones de los montes Metálicos occidentales y al norte por las colinas centrales sajonas. Con una superficie total de 220 km², se encuentra a 300 metros sobre el nivel del mar y debe parte de su desarrollo al río Chemnitz, del que ha tomado el topónimo.
Los municipios importantes más cercanos a Chemnitz son Zwickau (43 km), Dresde (80 km), Leipzig (89 km), Halle (137 km) y Praga (220 km).
Una de sus principales características es que cuenta con más de 1000 hectáreas de zonas verdes entre parques, prados y bosques. Dentro de la región hay tres reservas naturales, así como numerosas áreas de conservación alrededor del río Chemnitz y de las poblaciones cercanas a la urbe.

### Clima
La ciudad posee un clima continental templado húmedo, muy influenciado por la proximidad a los montes Metalíferos y a las zonas climáticas de transición. El nivel anual de precipitaciones es elevado y relativamente estable a lo largo del año, con una media anual de 733 mm; los meses de verano son los más lluviosos. Por otra parte, la humedad relativa es del 77%.
Los inviernos son fríos con nevadas ocasionales, además de temperaturas bajo cero (-2 °C), mientras que los veranos son relativamente suaves con una media de 18 °C y posibilidad alta de precipitaciones. La ciudad cuenta con un total de 1730 horas de sol, por debajo de la media alemana.
| Parámetros climáticos promedio de Chemnitz (normales 1991–2020) | Parámetros climáticos promedio de Chemnitz (normales 1991–2020) | Parámetros climáticos promedio de Chemnitz (normales 1991–2020) | Parámetros climáticos promedio de Chemnitz (normales 1991–2020) | Parámetros climáticos promedio de Chemnitz (normales 1991–2020) | Parámetros climáticos promedio de Chemnitz (normales 1991–2020) | Parámetros climáticos promedio de Chemnitz (normales 1991–2020) | Parámetros climáticos promedio de Chemnitz (normales 1991–2020) | Parámetros climáticos promedio de Chemnitz (normales 1991–2020) | Parámetros climáticos promedio de Chemnitz (normales 1991–2020) | Parámetros climáticos promedio de Chemnitz (normales 1991–2020) | Parámetros climáticos promedio de Chemnitz (normales 1991–2020) | Parámetros climáticos promedio de Chemnitz (normales 1991–2020) | Parámetros climáticos promedio de Chemnitz (normales 1991–2020) |
| Mes                                                             | Ene.                                                            | Feb.                                                            | Mar.                                                            | Abr.                                                            | May.                                                            | Jun.                                                            | Jul.                                                            | Ago.                                                            | Sep.                                                            | Oct.                                                            | Nov.                                                            | Dic.                                                            | Anual                                                           |
| --------------------------------------------------------------- | --------------------------------------------------------------- | --------------------------------------------------------------- | --------------------------------------------------------------- | --------------------------------------------------------------- | --------------------------------------------------------------- | --------------------------------------------------------------- | --------------------------------------------------------------- | --------------------------------------------------------------- | --------------------------------------------------------------- | --------------------------------------------------------------- | --------------------------------------------------------------- | --------------------------------------------------------------- | --------------------------------------------------------------- |
| Temp. máx. media (°C)                                           | 2.7                                                             | 3.7                                                             | 7.6                                                             | 13.1                                                            | 17.5                                                            | 20.8                                                            | 23.3                                                            | 23.2                                                            | 18.1                                                            | 12.9                                                            | 7.2                                                             | 3.7                                                             | 12.8                                                            |
| Temp. media (°C)                                                | 0.2                                                             | 0.8                                                             | 3.9                                                             | 8.7                                                             | 12.9                                                            | 16.0                                                            | 18.2                                                            | 18.1                                                            | 13.8                                                            | 9.2                                                             | 4.4                                                             | 1.2                                                             | 8.9                                                             |
| Temp. mín. media (°C)                                           | -2.3                                                            | -2.0                                                            | 0.7                                                             | 4.4                                                             | 8.2                                                             | 11.4                                                            | 13.4                                                            | 13.6                                                            | 9.9                                                             | 6.1                                                             | 1.9                                                             | -1.1                                                            | 5.3                                                             |
| Precipitación total (mm)                                        | 48.1                                                            | 38.9                                                            | 51.5                                                            | 40.7                                                            | 66.0                                                            | 72.8                                                            | 95.4                                                            | 89.9                                                            | 63.4                                                            | 57.8                                                            | 55.1                                                            | 53.2                                                            | 732.7                                                           |
| Días de precipitaciones (≥ 0.1 mm)                              | 16.6                                                            | 15.0                                                            | 16.6                                                            | 12.5                                                            | 14.4                                                            | 14.2                                                            | 15.1                                                            | 13.7                                                            | 12.8                                                            | 14.3                                                            | 15.2                                                            | 17.6                                                            | 178.1                                                           |
| Días de nevadas (≥ 1.0 cm)                                      | 15.1                                                            | 14.3                                                            | 7.8                                                             | 1.3                                                             | 0                                                               | 0                                                               | 0                                                               | 0                                                               | 0                                                               | 0.3                                                             | 4.3                                                             | 10.6                                                            | 56.8                                                            |
| Horas de sol                                                    | 66.1                                                            | 84.7                                                            | 124.2                                                           | 180.9                                                           | 211.3                                                           | 212.1                                                           | 227.0                                                           | 214.5                                                           | 158.7                                                           | 121.2                                                           | 69.4                                                            | 59.8                                                            | 1729.8                                                          |
| Humedad relativa (%)                                            | 83.5                                                            | 80.5                                                            | 77.2                                                            | 69.3                                                            | 70.6                                                            | 72.2                                                            | 69.8                                                            | 69.0                                                            | 76.1                                                            | 80.3                                                            | 84.4                                                            | 84.5                                                            | 76.7                                                            |
| Fuente: NOAA                                                    |                                                                 |                                                                 |                                                                 |                                                                 |                                                                 |                                                                 |                                                                 |                                                                 |                                                                 |                                                                 |                                                                 |                                                                 |                                                                 |

## Historia

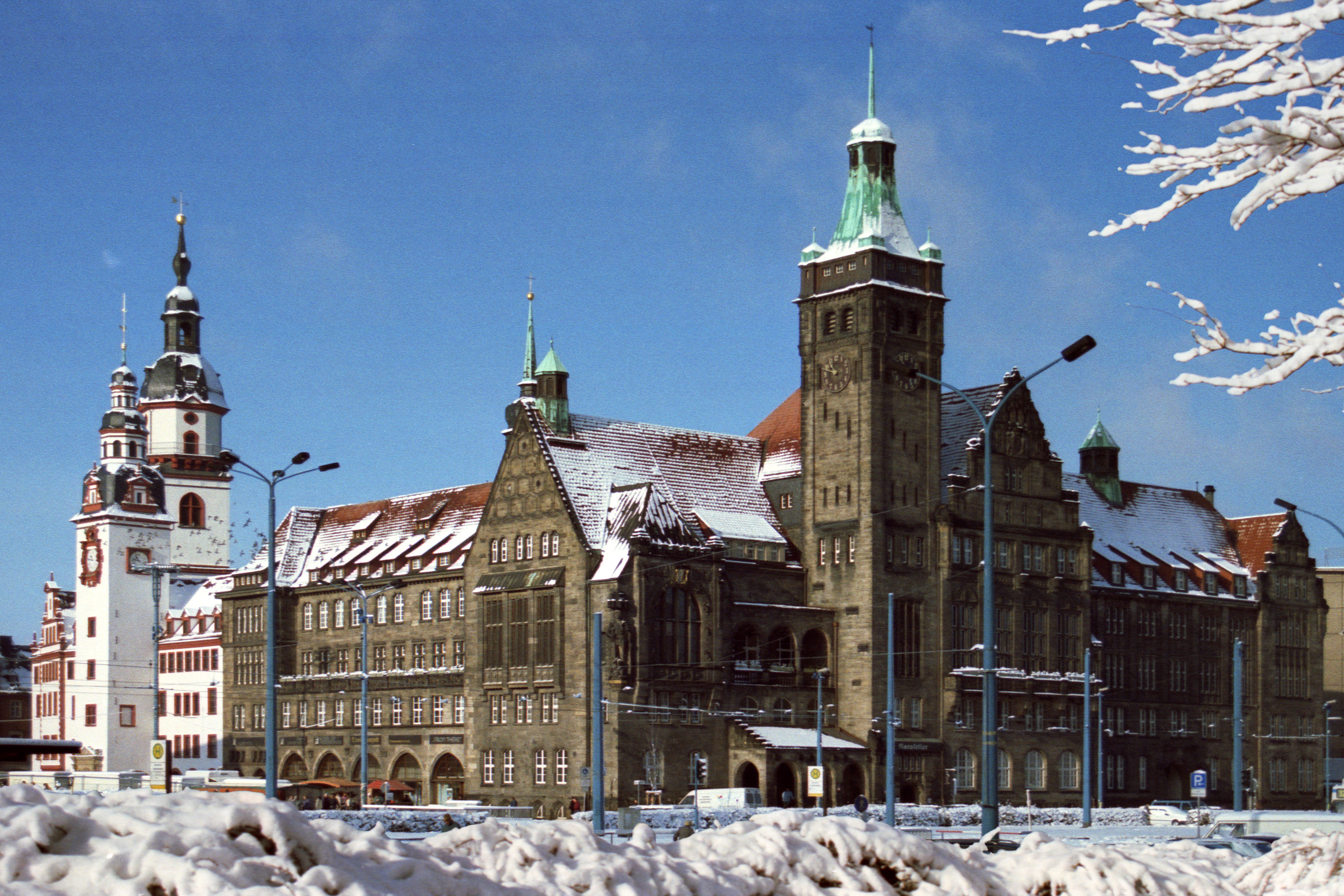
Viejo y nuevo Ayuntamiento de Chemnitz.

La primera mención a la villa data de 1143 y hacía referencia a un monasterio benedictino cercano, aunque ya se tenía constancia de antiguos asentamientos eslavos en las orillas del río Chemnitz. Al estar ubicada cerca de la ruta comercial con Praga, el rey Federico I de Prusia le otorgó derechos de ciudad imperial en 1170 para incentivar su desarrollo. Gracias a esta medida, se convirtió en un importante centro de producción textil en tiempos del margraviato de Meissen.
El 14 de abril de 1639 fue escenario de la batalla de Chemnitz, dentro de la guerra de los Treinta Años, con una decisiva victoria de las fuerzas suecas sobre el principado de Sajonia.

A lo largo del siglo XIX experimentó un notable crecimiento gracias al desarrollo de la industria minera de Sajonia y el éxodo rural, al punto de ser apodada «la Mánchester sajona». La máquina de vapor y la locomotora cambiaron por completo el aspecto de la localidad, transformada con nuevos edificios como la primera hilandera de Alemania (1800), el Colegio Mercantil (1836, actual Universidad Técnica) y la Estación Central (1858). Al mismo tiempo, fue una de las ciudades alemanas con mayor desarrollo del movimiento obrero. La población a finales de la década de 1920 llegó a ascender hasta los 320 000 habitantes.

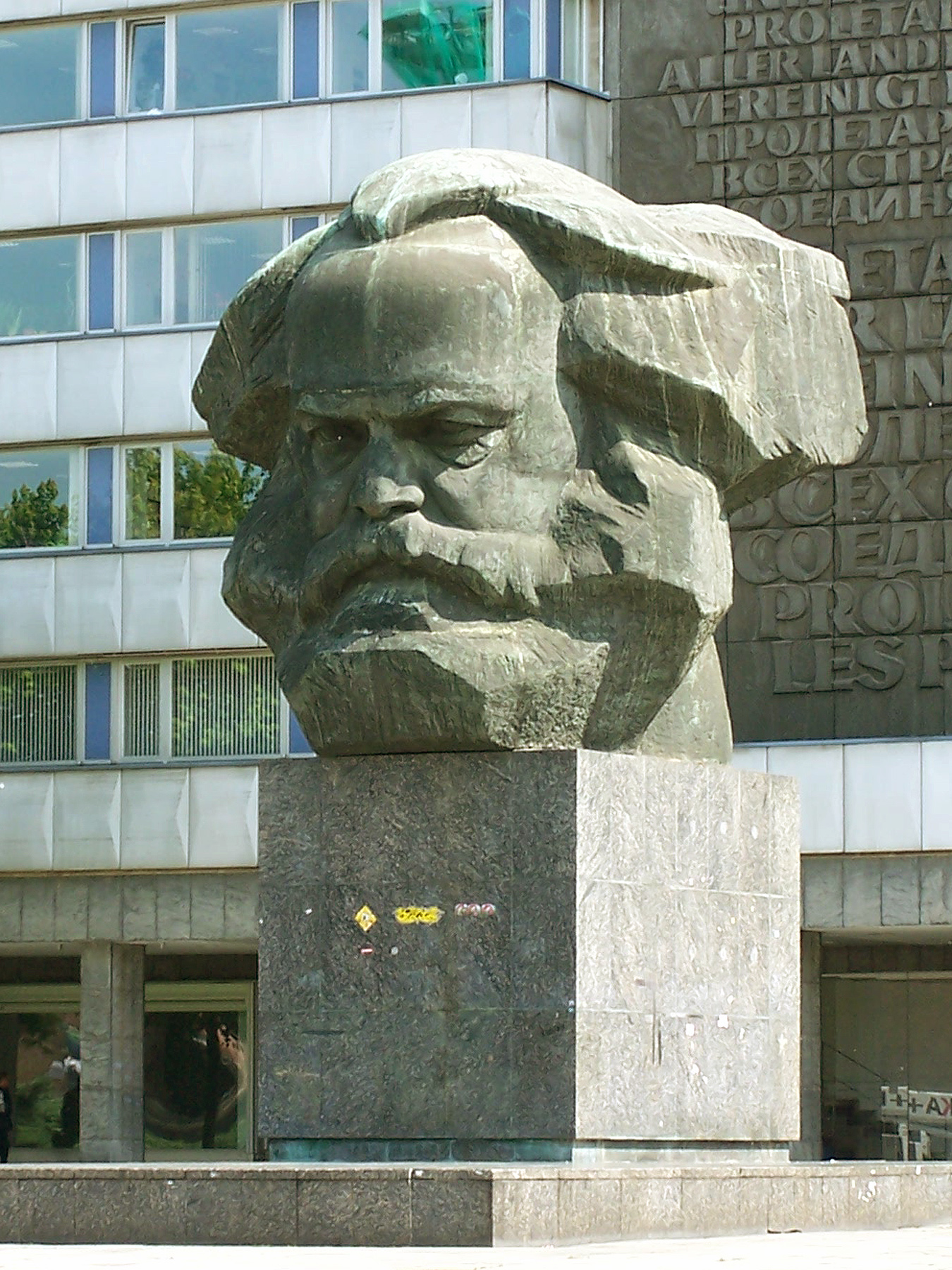
Monumento a Karl Marx. Dio nombre a la ciudad (Karl-Marx-Stadt) entre 1953 y 1990, durante la República Democrática Alemana.

Durante la Segunda Guerra Mundial, Chemnitz sufrió una serie de bombardeos aliados que destruyeron más del 40% de los edificios, incluyendo puntos estratégicos como la refinería y la fábrica de automóviles Auto Union. Las fuerzas soviéticas ocuparon la ciudad el 8 de mayo de 1945, tras lo cual quedó bajo control de la República Democrática Alemana. Con el sistema socialista se llevó a cabo una reconstrucción basada en la planificación urbana comunista, que priorizó las nuevas viviendas sobre los edificios históricos. Además, y coincidiendo con el 70.º aniversario de la muerte de Karl Marx el 10 de mayo de 1953, la localidad fue renombrada como «Ciudad de Karl Marx» (Karl-Marx-Stadt).
El 1 de junio de 1990, en plena reunificación alemana, Chemnitz recuperó su topónimo tradicional. El número de habitantes había descendido debido a la inmigración hacia Alemania Occidental y el elevado desempleo, por lo que el consistorio desarrolló un plan urbanístico que dotaría a la ciudad de zonas comerciales, remodelaría edificios históricos como la Casa de la Ópera, y recuperaría el casco antiguo. Muchas de las antiguas industrias del siglo XIX han sido reconvertidas en instituciones culturales y centros de oficinas.

## Economía
Chemnitz, al igual que la mayor parte del antiguo territorio de la RDA desde la reunificación alemana, ha vivido una dispar progresión económica, si bien la situación ha mejorado globalmente. La ciudad se encuentra en una de las regiones más industrializadas de Alemania y cuenta con un potente sector industrial que sirve de locomotora de la economía local. Una importante fracción de la fuerza laboral es altamente cualificada o tiene un título universitario; por otro lado, su renta per cápita es muy elevada —45.172 € por trabajador en 2006—. Chemnitz siempre ha sido un centro de ingeniería mecánica. En consecuencia la ciudad cuenta con la presencia de importantes multinacionales como Continental AG, ThyssenKrupp, Niles Simmons, o IBM; Volkswagen tiene una planta de producción en la ciudad.

## Transportes
- Aeropuerto de Leipzig-Altenburgo

## Ciudades hermanadas
Chemnitz está hermanada con las siguientes ciudades:
- Tampere, Finlandia (1961)
- Liubliana, Eslovenia (1966)
- Arras, Francia (1967)
- Tombuctú, Malí (1968)
- Ústí nad Labem (1970)
- Lodz, Polonia (1972)
- Mulhouse, Francia (1981)
- Mánchester, Reino Unido (1983)
- Volgogrado, Rusia (1988)
- Düsseldorf, Alemania (1988)
- Akron, Ohio, Estados Unidos (1997)
- Taiyuán, República Popular China (1999)

## Monumentos y lugares de interés
- Jardín Ártico Alpino de Walter Meusel Stiftung
- Jardín Botánico de Chemnitz
- Monumento a Karl Marx